# تپه‌های منجق لی
تپه‌های منجق لی مربوط به هزاره اول قبل از میلاد - دوره ایلخانی است و در شهرستان بجنورد، ۳۰ کیلومتری شمال شرق شهر واقع شده و این اثر در تاریخ ۱۶ خرداد ۱۳۵۶ با شمارهٔ ثبت ۱۴۲۸ به‌عنوان یکی از آثار ملی ایران به ثبت رسیده است.